# Agathosma abrupta
Agathosma abrupta är en vinruteväxtart som beskrevs av Neville Stuart Pillans. Agathosma abrupta ingår i släktet Agathosma och familjen vinruteväxter. Inga underarter finns listade i Catalogue of Life.